# Bob Gutowski
Bob Gutowski (eigentlich Robert Allen Gutowski; * 25. April 1935 in San Pedro, Kalifornien; † 2. August 1960 in Camp Pendleton, Kalifornien) war ein US-amerikanischer Stabhochspringer polnischer Herkunft, der in der zweiten Hälfte der 1950er Jahre erfolgreich war. Er sprang Weltrekord und gewann eine olympische Silbermedaille.
Der gelernte Industrie-Chemiker war Angehöriger der Marine Corps im Rang eines Leutnants. Erstmals auf sich aufmerksam machte er 1956 bei einem Meeting in Los Angeles, wo er 4,60 m sprang und dem Olympiasieger von 1952, Bob Richards, nur aufgrund der größeren Zahl an Versuchen (Richards war erst bei 4,52 m eingestiegen) unterlag. Im November desselben Jahres bei den Olympischen Spielen in Melbourne lautete die Reihenfolge genauso: Gutowski gewann mit 4,53 m Silber hinter Richards, der 4,56 m sprang.
Berühmt machte ihn indessen sein Weltrekordsprung über 4,78 m, mit dem er am 27. April 1957 den 15 Jahre alten Weltrekord von Cornelius Warmerdam um 1 Zentimeter übertraf. Im Juni desselben Jahres meisterte er sogar 4,82 m, aber da der Stab unter der Latte durch fiel, was damals als regelwidrig galt, konnte diese Leistung nicht als Weltrekord anerkannt bleiben. Am 2. August 1960 fiel Robert Gutowski einem Autounfall zum Opfer.